# Ligne Jōhana
La ligne Jōhana (城端線, Jōhana-sen) est une ligne ferroviaire de la compagnie JR West située dans la préfecture de Toyama au Japon. Elle relie la gare de Takaoka à Takaoka à la gare de Jōhana à Nanto.

## Histoire
La gare de Shin-Takaoka ouvre le 14 mars 2015 à l'occasion du prolongement de la ligne Shinkansen Hokuriku. La carte ICOCA peut être utilisée entre cette gare et la gare de Takaoka depuis le 15 avril 2017.

## Caractéristiques
- longueur : 29,9 km
- écartement des voies : 1 067 mm
- nombre de voies : 1
- électrification : non
- vitesse maximale : 85 km/h

## Services et interconnexions
La ligne est parcourue uniquement par des trains de type Local (omnibus). Quelques trains continuent sur la ligne Ainokaze Toyama Railway jusqu'à la gare de Toyama.

## Gares
La ligne comporte 14 gares.
| Gare            | Nom japonais | Distance (km) | Correspondances                                                                                      | Localisation | Localisation         |
| --------------- | ------------ | ------------- | --- | ------------ | -------------------- |
| Takaoka         | 高岡         | 0             | JR West : Himi Ainokaze Toyama Railway : Ainokaze Toyama Railway (interconnexion) Tramway de Takaoka | Takaoka      | Préfecture de Toyama |
| Shin-Takaoka    | 新高岡       | 1,8           | JR West : Shinkansen Hokuriku                                                                        | Takaoka      | Préfecture de Toyama |
| Futatsuka       | 二塚         | 3,3           | | Takaoka      | Préfecture de Toyama |
| Hayashi         | 林           | 4,6           | | Takaoka      | Préfecture de Toyama |
| Toide           | 戸出         | 7,3           | | Takaoka      | Préfecture de Toyama |
| Aburaden        | 油田         | 10,7          | | Tonami       | Préfecture de Toyama |
| Tonami          | 砺波         | 13,3          | | Tonami       | Préfecture de Toyama |
| Higashinojiri   | 東野尻       | 15,5          | | Tonami       | Préfecture de Toyama |
| Takagi          | 高儀         | 17,0          | | Nanto        | Préfecture de Toyama |
| Fukuno (ja)     | 福野         | 19,4          | | Nanto        | Préfecture de Toyama |
| Higashiishiguro | 東石黒       | 22,0          | | Nanto        | Préfecture de Toyama |
| Fukumitsu       | 福光         | 24,7          | | Nanto        | Préfecture de Toyama |
| Etchū-Yamada    | 越中山田     | 27,5          | | Nanto        | Préfecture de Toyama |
| Jōhana          | 城端         | 29,9          | | Nanto        | Préfecture de Toyama |

## Matériel roulant

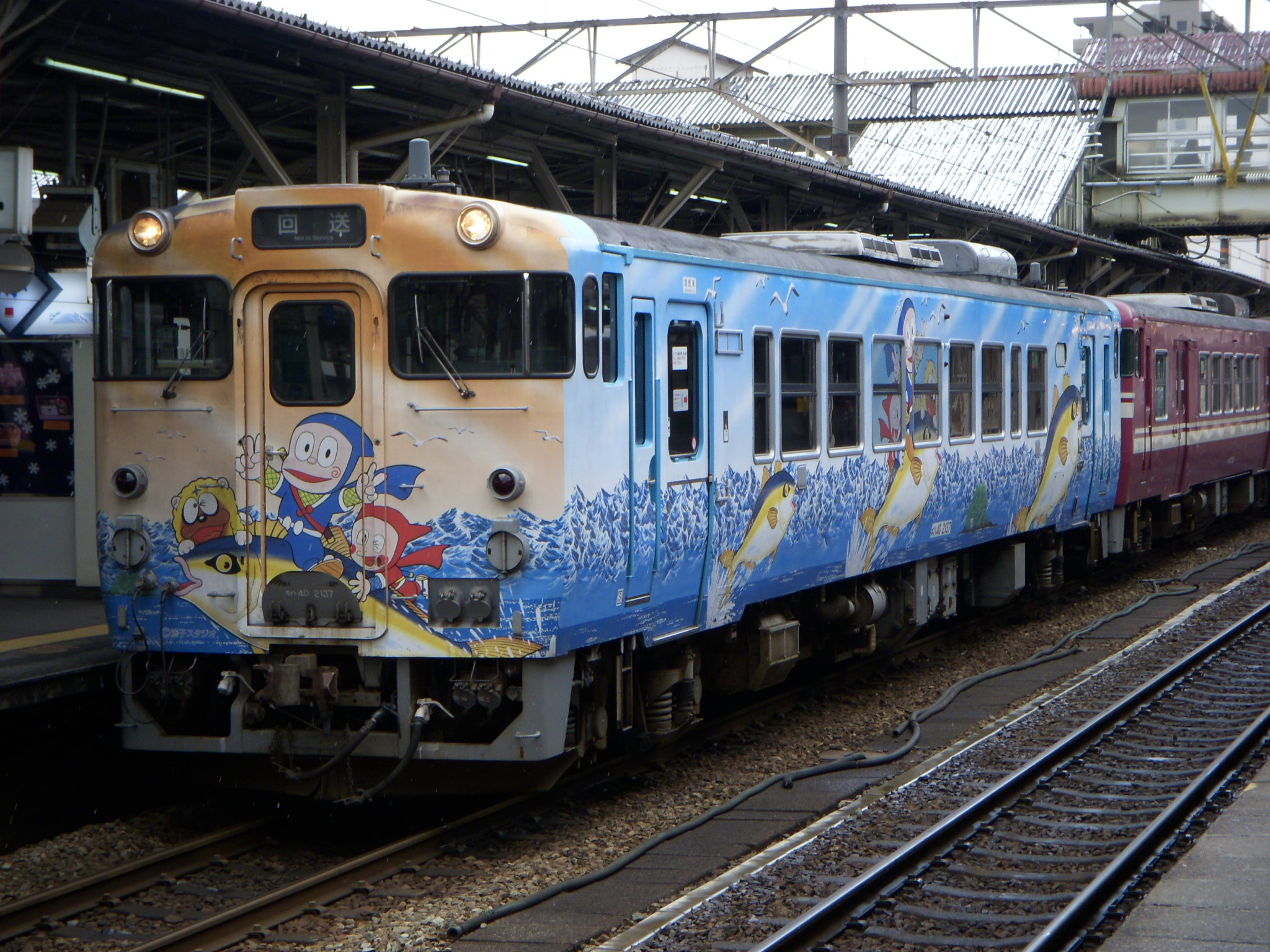
JR série KiHa 40/47